# Wintergarten (Springburn Park)

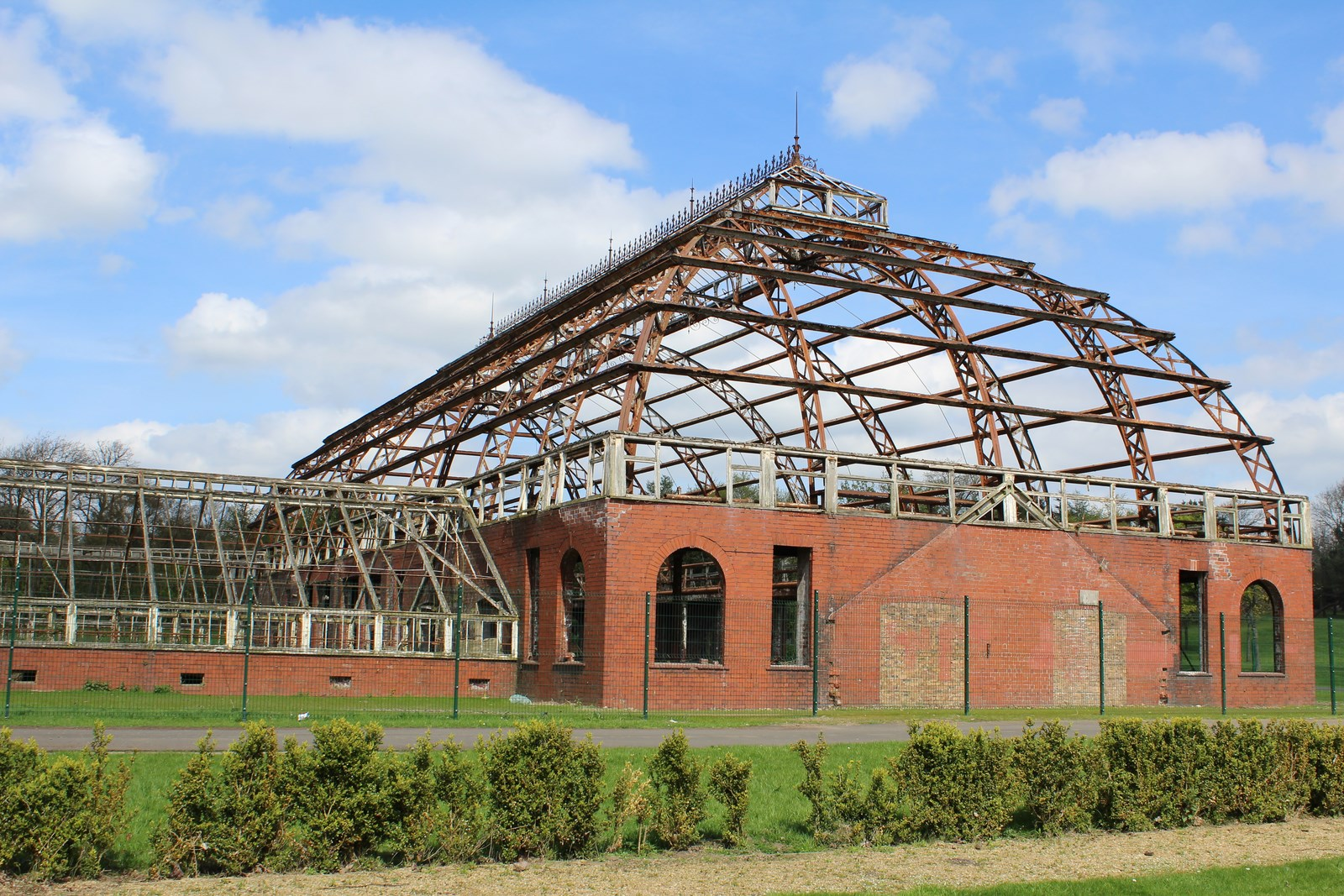
Wintergarten im Springburn Park

Der Wintergarten im Springburn Park ist ein Wintergarten in der schottischen Stadt Glasgow. 1985 wurde das Bauwerk in die schottischen Denkmallisten in der höchsten Denkmalkategorie A aufgenommen.

## Geschichte
Die Familie Reid war die Eigentümerfamilie der nahegelegenen Hyde Park Locomotive Works. Die Familie stellte finanzielle Mittel zur Errichtung der Gemeindehalle von Springburn zur Verfügung. Bedingung war, dass die Stadt für einen Wintergarten im Springburn Park aufkommen sollte. Für den Bau durch das Unternehmen Simpson & Farmer zwischen 1899 und 1900 stellte die Familie trotzdem 10.000 £ zur Verfügung. Der verwendete Stahl stammt aus den Glasgower Temple Ironworks.
Das Bauwerk ist heute nur noch als Ruine erhalten. Um einer schwebenden Abbruchgenehmigung zuvorzukommen, wurde das Gebäude zwei Tage vor Beendigung der Einspruchsfrist unter Denkmalschutz genommen. 1990 wurde das Bauwerk in das Register gefährdeter denkmalgeschützter Bauwerke in Schottland aufgenommen. Trotz intensiver Suche konnte seit Jahrzehnten keine Nachnutzung gefunden werden. 2014 wurde der Zustand des Wintergartens als Ruine bei gleichzeitiger kritischer Gefährdungslage eingestuft.

## Beschreibung
Das Bauwerk liegt im Südwesten des Springburn Parks. Sieben stählerne Bögen bilden das Tragwerk der Metallkonstruktion. Sie ruhen auf einer 3,6 m hohen Backsteinmauer. Die abgerundeten Kanten mit ehemals überlappenden Glaselementen wurde später hinzugefügt. Zwei abgehende flache Flügel werden über eine gusseiserne Treppe mit gusseiserner Balustrade betreten. Der Wintergarten ist 55 m lang. Mit einer überbauten Fläche von 842 m2 handelte es sich einst um den größten Wintergarten des Vereinigten Königreichs.